# Markus Heusser
Markus Heusser (* 1972) ist ein Schweizer Primarlehrer, Musiker, Librettist, Komponist und Arrangeur von Musicals für Kinder und Jugendliche, sowie Gründer und langjähriger Leiter von Adonia Deutschland.

## Leben
Markus Heusser wuchs in der Schweiz auf. Im Juni 1993 erhielt er das Lehrerpatent von der Evangelischen Mittelschule Schiers und arbeitete danach als Primarlehrer. Über sieben Jahre tourte er mit seiner «HeusserBand» durch die Schweiz und brachte drei Alben heraus: «So wieni bin – Markus Heusser», «S'Bescht vo mim Läbe» und «Flüg dervo». Ab 1989 war er zunächst ehrenamtlicher Pianist im Jugendorchester Adonia und ab 1996 in Anstellung bei Adonia Schweiz. Dort lernte er Markus Hottiger kennen, den Gründer der Schweizer Jugendorganisation Adonia. Schon 1992 arrangierte er sämtliche Songs für das Tourneeprogramm in gefälligem Mundart-Pop, produziert von David Plüss.
2001 gründete er zusammen mit seiner Frau den deutschen Ableger der Schweizer Idee mit inzwischen jährlich 4.500 Jugendlichen und Kindern in 70 Musicalfreizeiten. Sie führen die Adonia-Musicals jährlich bei mehr als 200 Auftritten bundesweit vor mehr als 100.000 Besucherinnen und Besuchern auf. «Adonia Deutschland» leitete er bis 2020, ist aber weiterhin ehrenamtlich in deren Vorstand tätig. Schwerpunkt seiner Arbeit waren seine Kompositionen der Bibelmusicals und die Führung des Teams. Ein 20-köpfiges Hauptamtlichenteam organisiert die Musicalcamps für Jugendliche.
Ab Oktober 2020 war er Leiter des Missionszentrums der Liebenzeller Mission in Bad Liebenzell. In dieser Zeit entwickelte er das Veranstaltungsprogramm weiter und förderte die Studierenden in ihrer Musikarbeit. 
Seit 2017 ist Heusser Chorleiter beim Projekt Weihnachten Neu Erleben des gleichnamigen Vereins und ist seit März 2021 dessen hauptamtlicher Geschäftsführer.
Markus Heusser ist mit Claudia (geb. Malär), der Prokuristin des Adonia Verlags, verheiratet und lebt mit seiner Familie in Karlsruhe.

## Veröffentlichungen
- Nikolaus und sein Junge (Bilderbuch), Adonia-Verlag, Karlsruhe 2002, ISBN 978-3-905011-63-0.

Heusserband
- 1994: So wieni bin – Heusserband (CD), Adonia-Verlag, Brittnau
- 1996: S' Bescht vo mim Läbe – Heusserband (CD), Adonia-Verlag, Brittnau
- 1998: I flüg drvo – Heusserband (CD), Adonia-Verlag, Brittnau
- 1999: A miner Stell (Lobpreis) (CD), Adonia-Verlag, Brittnau
- 2000: Best of Heusserband (CD), Adonia-Verlag, Brittnau

Musicals + Chorproduktionen
- 1998: Jakob, Adonia-Verlag, Brittnau
- 1999: Jona: sein Auftrag, seine Flucht und der große Fisch (Musical), Adonia-Verlag, Brittnau
- 2000: Verschleppt nach Babylon, Adonia-Verlag, Brittnau
- 2002: Nikolaus und sein Junge (Minimusical), Adonia-Verlag, Brittnau
- 2006: Samuel. Ein Junge wird Prophet (Musical), Adonia-Verlag, Brittnau
- 2008: Der verlorene Sohn, Adonia-Verlag, Brittnau
- 2010: Paulus von Tarsus, Adonia-Verlag, Karlsruhe
- 2010: Bathseba, Adonia-Verlag, Brittnau
- 2012: Das Urteil – Pilatus und Jesus, Adonia-Verlag, Karlsruhe
- 2012: Thomas, Adonia Verlag, Brittnau
- 2013: Esther, die Königin. Es ist deine Entscheidung. Es ist deine Stimme. Es ist deine Zeit, Adonia-Verlag, Karlsruhe
- 2014: Johannes der Täufer, Adonia-Verlag, Karlsruhe
- 2015: Petrus – der Jünger, Adonia-Verlag, Brittnau
- 2016: Simeon. Die unbekannte Weihnachtsgeschichte, Adonia-Verlag, Karlsruhe
- 2016: Petrus – der Apostel, Adonia-Verlag, Brittnau
- 2017: Josef, Adonia-Verlag, Karlsruhe
- 2018: Herzschlag. Maria, Marta, Lazarus, Adonia-Verlag, Karlsruhe
- 2018: David & Goliat, Adonia-Verlag, Karlsruhe
- 2019: Isaak – so sehr geliebt, Adonia-Verlag, Karlsruhe
- 2020: Musical 77. Wie Gott mir, so ich Dir!, Adonia-Verlag, Karlsruhe
- 2020: Singt laut! (Kids-Lobpreis), Adonia-Verlag, Karlsruhe
- 2022: Hiob, Adonia-Verlag, Karlsruhe
- 2023: Die Schöpfung - Wunderbar gemacht, Adonia-Verlag, Karlsruhe
- 2024: Mose - Gerettet und befreit, Adonia-Verlag, Karlsruhe
- 2024: Bibelvers-Songs, Adonia-Verlag, Karlsruhe